# Megachile indigoferae
Megachile indigoferae är en biart som beskrevs av Mitchell 1930. Megachile indigoferae ingår i släktet tapetserarbin, och familjen buksamlarbin. Inga underarter finns listade i Catalogue of Life.